# Cédric Carrasso
Cédric Carrasso (* 30. prosince 1981, Avignon, Francie) je francouzský fotbalový brankář, který momentálně působí v klubu FC Girondins de Bordeaux. Jeho mladší bratr Johann je také fotbalistou.

## Klubová kariéra
V sezóně 2012/13 získal s Girondins de Bordeaux prvenství v Coupe de France, ve finálovém střetnutí proti Évianu Girondins zvítězil 3:2.